# Challenger de Guayaquil
El ATP Challenger Ciudad de Guayaquil, denominado por razones comerciales como Copa American Express de Banco Guayaquil, es un evento de tenis que se lleva a cabo sobre tierra batida a mediados de noviembre de cada año en la ciudad de Guayaquil, Ecuador. Esta competencia es parte del ATP Challenger Tour y es el último de los cuatro competencias de esa misma categoría que se realizan en el país anualmente, tras el Abierto de Salinas, el Manta Open, y el Club Premium Open.
El torneo se inauguró en el 2005 siendo coorganizado por los extenistas guayaquileños Andrés Gómez y Luis Adrián Morejón auspiciados por la Municipalidad de Guayaquil con el motivo de crear un torneo en la ciudad de Guayaquil, en la que no desarrollaban eventos de tenis desde 1997 en la Copa Erickson Capítulo Ecuador; esta edición contó con las modalidades de individual y dobles masculino.

## Palmarés

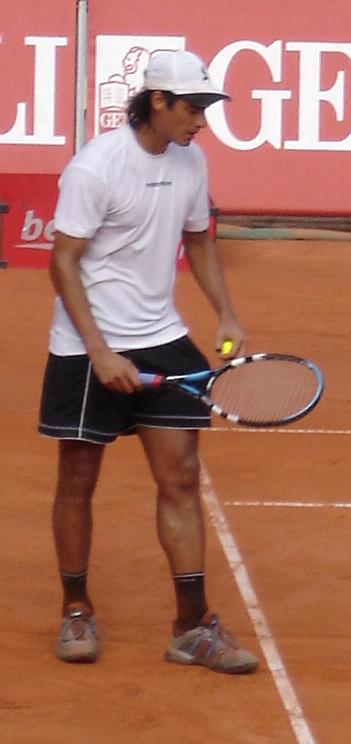
El guayaquileño Nicolás Lapentti ganó en dos ocasiones el Challenger de Guayaquil.

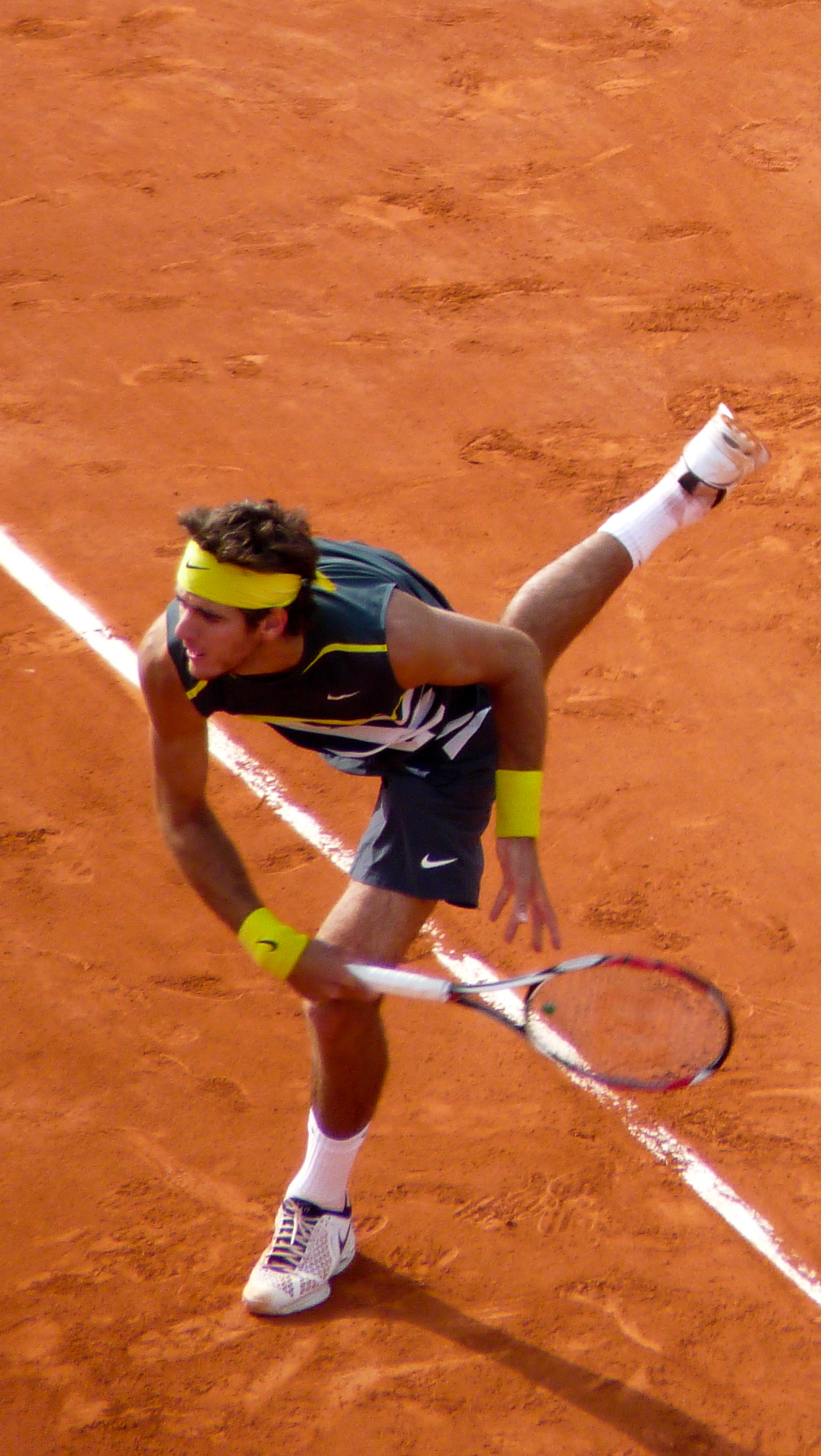
El argentino Juan Martín del Potro ganó junto al costarricense Juan Antonio Marín el primer Challenger de Guayaquil de dobles.

### Individual
| Año  | Campeón             | Finalista            | Resultado     |
| ---- | ------------------- | -------------------- | ------------- |
| 2005 | Marcos Daniel       | Flávio Saretta       | 6–2, 1–6, 6–0 |
| 2006 | Sergio Roitman      | Mariano Zabaleta     | 6-3, 4-6, 6-1 |
| 2007 | Nicolás Lapentti    | Daniel Gimeno-Traver | 6–3, 6–7, 7–5 |
| 2008 | Sergio Roitman      | Brian Dabul          | 7–6, 0-6, 6–4 |
| 2009 | Nicolás Lapentti    | Santiago Giraldo     | 6–2, 2–6, 6-0 |
| 2010 | Paul Capdeville     | Diego Junqueira      | 6–3, 3–6, 6–3 |
| 2011 | Matteo Viola        | Guido Pella          | 6–4, 6–1      |
| 2012 | Leonardo Mayer      | Paolo Lorenzi        | 6–2, 6–4      |
| 2013 | Leonardo Mayer      | Pedro Sousa          | 6-4, 7-5      |
| 2014 | Pablo Cuevas        | Paolo Lorenzi        | w/o           |
| 2015 | Gastão Elias        | Diego Schwartzman    | 6-0, 6-4      |
| 2016 | Nicolás Kicker      | Arthur De Greef      | 6–3, 6–2      |
| 2017 | Gerald Melzer       | Facundo Bagnis       | 6–3, 6–1      |
| 2018 | Guido Andreozzi     | Pedro Sousa          | 7–5, 1–6, 6–4 |
| 2019 | Thiago Seyboth Wild | Hugo Dellien         | 6–4, 6–0      |
| 2020 | Francisco Cerúndolo | Andrej Martin        | 6–4, 3–6, 6–2 |
| 2021 | Alejandro Tabilo    | Jesper de Jong       | 6–1, 7–5      |
| 2022 | Daniel Altmaier     | Federico Coria       | 6–2, 6–4      |
| 2023 | Alejandro Tabilo    | Daniel Galán         | 6–2, 6–2      |
|      |                     |                      |               |

### Dobles
| Año  | Campeones                                       | Finalistas                                | Resultado           |
| ---- | ----------------------------------------------- | ----------------------------------------- | ------------------- |
| 2005 | Juan Martín del Potro Juan Antonio Marín        | Luis Horna Iván Miranda                   | w/o                 |
| 2006 | Juan Pablo Brzezicki Leonardo Mayer             | Marcel Felder Fernando Vicente            | 1–6, 7–5, [14–12]   |
| 2007 | Brian Dabul Juan Pablo Guzmán                   | Bart Beks Michael Quintero                | 7–6, 6–3            |
| 2008 | Sebastián Decoud Santiago Giraldo               | Thiago Alves Ricardo Hocevar              | 6–4, 6–4            |
| 2009 | Júlio César Campozano Emilio Gómez              | Andreas Haider-Maurer Lars Pörschke       | 6–7(2), 6–3, [10–8] |
| 2010 | Juan Sebastián Cabal Robert Farah               | Franco Ferreiro André Sá                  | 7–5, 7–6(3)         |
| 2011 | Júlio César Campozano Roberto Quiroz            | Marcel Felder Rodrigo Grilli              | 6–4, 6–1            |
| 2012 | Martín Alund Facundo Bagnis                     | Leonardo Mayer Martín Ríos Benítez        | 7–5, 7–6(5)         |
| 2013 | Stephan Fransen Wesley Koolhof                  | Roman Borvanov Alexander Satschko         | 1–6, 6–2, 10–5      |
| 2014 | Máximo González Guido Pella                     | Pere Riba Jordi Samper                    | 2–6, 7–6(3), 10–5   |
| 2015 | Guillermo Durán Andrés Molteni                  | Gastao Elias Fabricio Neis                | 6–3, 6–4            |
| 2016 | Ariel Behar Fabiano de Paula                    | Marcelo Arévalo Sergio Galdós             | 6–2, 6–4            |
| 2021 | Jesper de Jong Bart Stevens                     | Diego Hidalgo Cristian Rodríguez          | 7–5, 6–2            |
| 2022 | Guido Andreozzi Guillermo Durán                 | Facundo Díaz Acosta Luis David Martínez   | 6–0, 6–4            |
| 2023 | Arklon Huertas del Pino Conner Huertas del Pino | Luca Margaroli Santiago Rodríguez Taverna | 6–3, 6–1            |

2024